# Viktor Carlson
Viktor Olof Johan Carlson, född 15 oktober 1887 i Gothem, Gotlands län, död 24 juli 1968, var en svensk präst och byråinspektör.

## Biografi
Carlson var son till folkskolläraren Victor Carlson och Maria Jacobsson. Efter studier vid Fjellstedtska skolan studerade han i Uppsala. Han avlade teol.kand. i Uppsala 1912 och prästvigdes för Uppsala ärkestift samma år. Carlson var komminister i Rasbokil 1912-1918, vicepastor i Bollnäs 1918-1924 och tillförordnad kyrkoherde i Björklinge 1924-1926. Han var inspektör för Stockholms barnavårdsmän 1926 och byråinspektör där 1937-1954 samt var pastorsadjunkt i S:t Görans församling 1927. Carlson var föreläsare vid Socialpolitiska institutet 1939 och ordförande i föreningen Barnavärn från 1940.
Carlson gifte sig första gången 1913 med Gertrud Swärd (1887-1932), dotter till kontraktsprost Gustaf Swärd och Arvida Trönnberg. Han gifte sig andra gången 1934 med jur.kand. Birgit Nyström (1904-1979), dotter till vice häradshövding Bernhard Nyström och Alfhild Rossell. Han var far till Anna-Stina (född 1915), Birgitta (född 1934) och Inger (född 1939). Carlson hade fem syskon, varav Rudolf Carlson och Simon Carlson var två. Carlson avled 1968 och gravsattes på Norra begravningsplatsen i Stockholm.

## Utmärkelser
Carlsons utmärkelser:
- Ledamot av Vasaorden (LVO)
- För medborgerlig förtjänst i guld (GMmf)